# Kantonale Volksabstimmung «Änderung des Gesetzes über die öffentlichen Ruhetage»
Die Kantonale Volksabstimmung «Änderung des Gesetzes über die öffentlichen Ruhetage» war eine Volksabstimmung im Schweizer Kanton Solothurn, die am 24. April 2005 stattfand. Inhalt der Vorlage war die Herabstufung des Eidgenössischen Bettages von einem sogenannten «hohen Feiertag» zu einem allgemeinen Ruhetag. 

Neun Jahre später, am 29. Januar 2014, hat der Kantonsrat von Solothurn die Totalrevision des Gesetzes über die öffentlichen Ruhetage beschlossen. Mit einem Verhältnis von 69 Ja- zu 22 Nein-Stimmen wurde die Vorlage angenommen, um das Ruhetagsgesetz zu aktualisieren, Verbote aufzuheben und Zuständigkeiten neu zu regeln. Daher gelangte die Vorlage am 18. Mai 2014 in die Volksabstimmung und wurde mit 61,8 % Ja-Stimmen angenommen.

## Hintergründe und Inhalt
Der Bettag findet jeweils am dritten Sonntag des Monats September statt. Ebenfalls gegen Ende September findet die Herbstmesse Solothurn (HESO) statt. Dies führte in einigen Jahren wie 1997, 1998 oder 2003 dazu, dass die Messe am Bettag geschlossen werden musste und ein eintägiger Unterbruch im Messekalender entstand. Als Reaktion auf diesen Umstand wurde im November 2003 eine Motion eingereicht, welche eine Änderung in dem seit 1964 bestehenden kantonalen Gesetz über Ruhetage vorsah. Dieses stufte den Bettag bisher als einen der «hohen Feiertage» ein, welche besonders restriktiven Einschränkungen unterliegen. So dürfen an diesem Tag keine Messen und Ausstellungen gehalten werden. Mit der Gesetzesänderung sollte der Bettag aus der Liste der hohen Feiertage gestrichen werden, was ihn zu einem gewöhnlichen allgemeinen Ruhetag herabgestuft hätte und eine Durchführung der HESO am Bettag ab spätestens 12 Uhr ermöglicht hätte. Die Motion wurde vom Solothurner Kantonsrat im Mai 2004 gutgeheissen, erreichte jedoch nicht die nötige 2/3-Mehrheit Zustimmung, wodurch die Gesetzesänderung einer zwingenden Volksabstimmung unterlag.
Die Befürworter argumentierten, dass die Gesetzesänderung nicht nur der HESO selbst, sondern auch dem lokalen Gewerbe zugutekommt. Die Gegner sahen bei einer Annahme der Vorlage einen weiteren Schritt der Liberalisierung und schlechtere Arbeitsbedingungen des Verkaufspersonals. Der Solothurner Regierungsrat lehnte die Vorlage ab.

## Abstimmungsergebnis
Sechs von zehn Bezirke lehnten die Vorlage ab. Die Spanne der Ja-Stimmen nach Bezirk lag bei 7,7 %. Die Vorlage wurde mit einem Anteil von 49,5 % Ja-Stimmen abgelehnt, womit der Bettag als hoher Feiertag beibehalten wurde.
| Bezirk      | Stimmbeteiligung | Ja (Anzahl) | Nein (Anzahl) | Ja (Prozent) | Nein (Prozent) | Annahme |
| ----------- | ---------------- | ----------- | ------------- | ------------ | -------------- | ------- |
| Bucheggberg | 39,68 %          | 736         | 1'392         | 34,59 %      | 65,41 %        | Nein    |
| Dorneck     | 36,34 %          | 1'611       | 2'737         | 37,05 %      | 62,95 %        | Nein    |
| Gäu         | 37,09 %          | 1'011       | 3'054         | 24,87 %      | 75,13 %        | Nein    |
| Gösgen      | 41,09 %          | 1'595       | 4'057         | 28,22 %      | 71,78 %        | Nein    |
| Lebern      | 38,24 %          | 3'276       | 7'128         | 31,49 %      | 68,51 %        | Nein    |
| Olten       | 38,81 %          | 3'201       | 8'426         | 27,53 %      | 72,47 %        | Nein    |
| Solothurn   | 41,68 %          | 1'341       | 2'784         | 32,51 %      | 67,49 %        | Nein    |
| Thal        | 48,22 %          | 863         | 3'452         | 20,00 %      | 80,00 %        | Nein    |
| Thierstein  | 35,29 %          | 893         | 2'286         | 28,09 %      | 71,91 %        | Nein    |
| Wasseramt   | 39,75 %          | 3'649       | 7'716         | 32,11 %      | 67,89 %        | Nein    |
| Total (10)  | 39,32 %          | 18'176      | 43'032        | 29,70 %      | 70,30 %        | Nein    |